# Faustina Pignatelli
Faustina Pignatelli Carafa, furstinna di Colubrano, född 9 december 1705 i Neapel, död 30 december 1769 i Neapel, var en italiensk furstinna, matematiker och ledamot av Vetenskapsakademien i Bologna (1732).  
Hon gifte sig 1724 med poeten Francesco Domenico Carafa, och fick som hemgift furstendömet Colubrano av sin far. Hon var liksom sin bror Peter en elev till Nicola De Martino, och introducerade tillsammans med honom Newtons idéer i Neapel. Hon valdes 1732 till hedersledamot av Vetenskapsakademien i Bologna och blev som sådan den andra kvinnan efter Laura Bassi att godkännas av institutionen. Hon var en viktig profil inom den vetenskapliga debatten i Italien under sin samtid och en centralfigur i Neapels vetenskapliga debattcirkel. Hon brevväxlade också med vetenskapsakademin i Paris. Francesco Maria Zanotti betecknade henne som matematiker i Vetenskapsakademien i Bologna 1745. I Francesco Maria Zanottis «Commentarii» i verket De vi corporum viva figuerar Pignatelli som en av deltagarna i en vetenskaplig debatt om ett av samtidens viktigaste vetenskapliga ämnen: kroppens natur och levande kraft och huruvida vetenskap och metafysik skulle skiljas åt.   
Hon utgav 1734 "anonimae napolitanae" på "Nova Acta eruditorum", en avhandling med titeln Problemata Mathematica.